# Chorwacja na Zimowych Igrzyskach Olimpijskich 2006
Chorwację na Zimowych Igrzyskach Olimpijskich 2006 reprezentowało 24 zawodników. Wystartowali oni w narciarstwie alpejskim, biegach narciarskich, łyżwiarstwie figurowym, bobslejach, biathlonie i skeletonie.
Był to piąty start Chorwacji na zimowych igrzyskach olimpijskich.

## Medaliści
| Medal | Zawodnik        | Dyscyplina            | Konkurencja         | Data      |
| ----- | --------------- | --------------------- | ------------------- | --------- |
|       | Janica Kostelić | Narciarstwo alpejskie | Kombinacja kobiet   | 18 lutego |
|       | Ivica Kostelić  | Narciarstwo alpejskie | Kombinacja mężczyzn | 14 lutego |
|       | Janica Kostelić | Narciarstwo alpejskie | Supergigant kobiet  | 20 lutego |

## Wyniki reprezentantów Chorwacji

### Biathlon

#### Kobiety
| Zawodnik        | Konkurencja       | Czas      | Ilość pudeł | Pozycja | Źródło |
| --------------- | ----------------- | --------- | ----------- | ------- | ------ |
| Petra Starčević | Sprint            | 28:11.9   | 2 (2+0)     | 79.     | [ 1 ]  |
| Petra Starčević | Bieg indywidualny | 1:06:49.6 | 8 (4+1+1+2) | 79.     | [ 3 ]  |

### Biegi narciarskie

#### Sprint

##### Kobiety
| Zawodnik    | Konkurencja | Eliminacje | Eliminacje | Ćwierćfinał | Ćwierćfinał | Półfinał | Półfinał | Finał | Finał   | Pozycja | Źródło |
| Zawodnik    | Konkurencja | Czas       | Pozycja    | Czas        | Pozycja     | Czas     | Pozycja  | Czas  | Pozycja | Pozycja | Źródło |
| ----------- | ----------- | ---------- | ---------- | ----------- | ----------- | -------- | -------- | ----- | ------- | ------- | ------ |
| Maja Kezele | Sprint      | 2:27.16    | 58.        | NQ          | NQ          | NQ       | NQ       | NQ    | NQ      | 58.     | [ 4 ]  |

#### Mężczyźni
| Zawodnik                      | Konkurencja          | Eliminacje | Eliminacje | Ćwierćfinał | Ćwierćfinał | Półfinał | Półfinał | Finał | Finał   | Pozycja | Źródło |
| Zawodnik                      | Konkurencja          | Czas       | Pozycja    | Czas        | Pozycja     | Czas     | Pozycja  | Czas  | Pozycja | Pozycja | Źródło |
| ----------------------------- | -------------------- | ---------- | ---------- | ----------- | ----------- | -------- | -------- | ----- | ------- | ------- | ------ |
| Damir Jurčević                | Sprint               | 2:28.21    | 60.        | NQ          | NQ          | NQ       | NQ       | NQ    | NQ      | 60.     | [ 5 ]  |
| Denis Klobučar                | Sprint               | 2:33.10    | 73.        | NQ          | NQ          | NQ       | NQ       | NQ    | NQ      | 73.     | [ 5 ]  |
| Alen Abramovic                | Sprint               | 2:34.61    | 75.        | NQ          | NQ          | NQ       | NQ       | NQ    | NQ      | 75.     | [ 5 ]  |
| Damir Jurčević Denis Klobučar | Sztafeta sprinterska | —          | —          | —           | —           | 19:43.1  | 10.      | NQ    | NQ      | 20.     | [ 6 ]  |

#### Dystanse

##### Kobiety
| Zawodniczka | Konkurencja              | Czas    | Pozycja | Źródło |
| ----------- | ------------------------ | ------- | ------- | ------ |
| Maja Kezele | 10 km techniką klasyczną | 35:04.2 | 66.     | [ 7 ]  |
| Maja Kezele | Bieg łączony na 15 km    | 51:36.3 | 64.     | [ 8 ]  |

##### Mężczyźni
| Zawodniczka    | Konkurencja              | Czas      | Pozycja | Źródło |
| -------------- | ------------------------ | --------- | ------- | ------ |
| Denis Klobučar | 15 km techniką klasyczną | 43:55.4   | 66.     | [ 9 ]  |
| Damir Jurčević | 15 km techniką klasyczną | 44:20.8   | 70.     | [ 9 ]  |
| Alen Abramovic | 15 km techniką klasyczną | 46:52.1   | 81.     | [ 9 ]  |
| Denis Klobučar | Bieg łączony na 30 km    | 1:27:16.4 | 64.     | [ 11 ] |

### Bobsleje

#### Mężczyźni
| Zawodnicy                                                               | Konkurencja | Czas ślizgu | Czas ślizgu | Czas ślizgu | Czas ślizgu | Suma    | Pozycja | Źródło |
| Zawodnicy                                                               | Konkurencja | 1           | 2           | 3           | 4           | Suma    | Pozycja | Źródło |
| ----------------------------------------------------------------------- | ----------- | ----------- | ----------- | ----------- | ----------- | ------- | ------- | ------ |
| Ivan Šola Slaven Krajačić Alek Osmanović Jurica Grabušić Dejan Vojnović | Czwórki     | 56.67       | 56.57       | 56.51       | NQ          | 2:49.75 | 23.     | [ 12 ] |

### Łyżwiarstwo figurowe

#### Kobiety
| Zawodnik    | Konkurencja | Program krótki | Program krótki | Program dowolny | Program dowolny | Suma punktów | Pozycja | Źródło |
| Zawodnik    | Konkurencja | Punkty         | Pozycja        | Punkty          | Pozycja         | Suma punktów | Pozycja | Źródło |
| ----------- | ----------- | -------------- | -------------- | --------------- | --------------- | ------------ | ------- | ------ |
| Idora Hegel | Solistki    | 47,06 pkt      | 17.            | 80,01 pkt       | 19.             | 127,07 pkt   | 19.     | [ 13 ] |

### Narciarstwo alpejskie

#### Kobiety
| Zawodnik        | Konkurencja   | 1. przejazd | 1. przejazd | 2. przejazd | 2. przejazd | Suma czasów      | Pozycja          | Źródło |
| Zawodnik        | Konkurencja   | Czas        | Pozycja     | Czas        | Pozycja     | Suma czasów      | Pozycja          | Źródło |
| --------------- | ------------- | ----------- | ----------- | ----------- | ----------- | ---------------- | ---------------- | ------ |
| Janica Kostelić | Supergigant   | 1:32.74     | 2.          | —           | —           | 1:32.74          | srebro           | [ 14 ] |
| Nika Fleiss     | Supergigant   | 1:36.65     | 40.         | —           | —           | 1:36.65          | 40.              | [ 14 ] |
| Nika Fleiss     | Slalom gigant | 1:03.27     | 26.         | 1:10.16     | 17.         | 2:13.43          | 19.              | [ 15 ] |
| Ana Jelušić     | Slalom gigant | 1:05.19     | 35.         | DNF         | DNF         | Nieklasyfikowany | Nieklasyfikowany | [ 15 ] |
| Matea Ferk      | Slalom gigant | 1:06.67     | 39.         | DNF         | DNF         | Nieklasyfikowany | Nieklasyfikowany | [ 15 ] |
| Janica Kostelić | Slalom        | 43.07       | 5.          | 46.87       | 4.          | 1:29.94          | 4.               | [ 16 ] |
| Ana Jelušić     | Slalom        | 43.42       | 10.         | 48.36       | 23.         | 1:31.78          | 15.              | [ 16 ] |
| Nika Fleiss     | Slalom        | 44.31       | 21.         | 48.30       | 21.         | 1:32.61          | 23.              | [ 16 ] |
| Matea Ferk      | Slalom        | DNF         | DNF         | NQ          | NQ          | Nieklasyfikowany | Nieklasyfikowany | [ 16 ] |

| Zawodnik        | Konkurencja | Slalom | Slalom | Slalom      | Slalom  | Zjazd   | Zjazd   | Suma czasów      | Pozycja          | Źródło |
| Zawodnik        | Konkurencja | 1      | 2      | Suma czasów | Pozycja | Czas    | Pozycja | Suma czasów      | Pozycja          | Źródło |
| --------------- | ----------- | ------ | ------ | ----------- | ------- | ------- | ------- | ---------------- | ---------------- | ------ |
| Janica Kostelić | Kombinacja  | 38.65  | 43.03  | 1:21.68     | 2.      | 1:29.40 | 1.      | 2:51.08          | złoto            | [ 17 ] |
| Nika Fleiss     | Kombinacja  | 40.29  | 45.00  | 1:25.29     | 17.     | DNS     | DNS     | Nieklasyfikowany | Nieklasyfikowany | [ 17 ] |

#### Mężczyźni
| Zawodnik         | Konkurencja   | 1. przejazd | 1. przejazd | 2. przejazd | 2. przejazd | Suma czasów      | Pozycja          | Źródło |
| Zawodnik         | Konkurencja   | Czas        | Pozycja     | Czas        | Pozycja     | Suma czasów      | Pozycja          | Źródło |
| ---------------- | ------------- | ----------- | ----------- | ----------- | ----------- | ---------------- | ---------------- | ------ |
| Ivica Kostelić   | Supergigant   | 1:33.53     | 31.         | —           | —           | 1:33.53          | 31.              | [ 18 ] |
| Natko Zrnčić-Dim | Supergigant   | 1:34.49     | 35.         | —           | —           | 1:34.49          | 35.              | [ 18 ] |
| Ivan Ratkić      | Supergigant   | 1:34.77     | 36.         | —           | —           | 1:34.77          | 36.              | [ 18 ] |
| Ivan Olivari     | Supergigant   | 1:37.43     | 49.         | —           | —           | 1:37.43          | 49.              | [ 18 ] |
| Natko Zrnčić-Dim | Slalom gigant | 1:22.57     | 28.         | 1:23.02     | 25.         | 2:45.59          | 25.              | [ 19 ] |
| Ivan Ratkić      | Slalom gigant | DNF         | DNF         | NQ          | NQ          | Nieklasyfikowany | Nieklasyfikowany | [ 19 ] |
| Ivica Kostelić   | Slalom        | 54.43       | 11.         | 50.02       | 4.          | 1:44.45          | 6.               | [ 20 ] |
| Natko Zrnčić-Dim | Slalom        | 57.69       | 33.         | 1:01.34     | 38.         | 1:59.03          | 33.              | [ 20 ] |
| Dalibor Šamšal   | Slalom        | DNF         | DNF         | NQ          | NQ          | Nieklasyfikowany | Nieklasyfikowany | [ 20 ] |
| Danko Marinelli  | Slalom        | DNF         | DNF         | NQ          | NQ          | Nieklasyfikowany | Nieklasyfikowany | [ 20 ] |

| Zawodnik         | Konkurencja | Zjazd   | Zjazd   | Slalom | Slalom | Slalom      | Slalom  | Suma czasów      | Pozycja          | Źródło |
| Zawodnik         | Konkurencja | Czas    | Pozycja | 1      | 2      | Suma czasów | Pozycja | Suma czasów      | Pozycja          | Źródło |
| ---------------- | ----------- | ------- | ------- | ------ | ------ | ----------- | ------- | ---------------- | ---------------- | ------ |
| Ivica Kostelić   | Kombinacja  | 1:40.44 | 14.     | 44.61  | 44.83  | 1:29.44     | 4.      | 3:09.88          | srebro           | [ 21 ] |
| Tin Siroki       | Kombinacja  | 1:44.75 | 48.     | 47.40  | 48.01  | 1:35.41     | 26.     | 3:20.16          | 26.              | [ 21 ] |
| Natko Zrnčić-Dim | Kombinacja  | 1:41.23 | 27.     | 56.55  | 46.37  | 1:42.92     | 31.     | 3:24.15          | 33.              | [ 21 ] |
| Ivan Ratkić      | Kombinacja  | 1:44.71 | 47.     | 48.48  | DNF    | DNF         | DNF     | Nieklasyfikowany | Nieklasyfikowany | [ 21 ] |

### Skeleton

#### Mężczyźni
| Zawodnicy    | Konkurencja    | Czas ślizgu | Czas ślizgu | Suma    | Pozycja | Źródło |
| Zawodnicy    | Konkurencja    | 1           | 2           | Suma    | Pozycja | Źródło |
| ------------ | -------------- | ----------- | ----------- | ------- | ------- | ------ |
| Nikola Nimac | Ślizg mężczyzn | 1:01.86     | 1:02.44     | 2:04.30 | 26.     | [ 22 ] |